# Sagartia nymphaea
Sagartia nymphaea is een zeeanemonensoort uit de familie Sagartiidae. De anemoon komt uit het geslacht Sagartia. Sagartia nymphaea werd in 1846 voor het eerst wetenschappelijk beschreven door Drayton in Dana. 